# Conus aplustre
Conus aplustre é uma espécie de gastrópode do gênero Conus, pertencente a família Conidae.